# Yaiba: Ninja Gaiden Z
Yaiba: Ninja Gaiden Z è un videogioco hack and slash con grafica cel-shading, del 2014 per PlayStation 3, Xbox 360 e Microsoft Windows. Ideato da Keiji Inafune e sviluppato in collaborazione dal Team Ninja, Comcept e Spark Unlimited, rappresenta uno spin-off della serie Ninja Gaiden.
Il tema principale è la lotta tra ninja e zombie, in cui figura come protagonista Yaiba, che inseguirà Ryu Hayabusa nel corso della storia. Inizialmente l'uscita era prevista in Europa per il 28 febbraio 2014, ma per motivi sconosciuti è stata rimandata al 21 marzo 2014.

## Trama
Il protagonista del videogioco è un potente e crudele ninja cyborg, Yaiba Kamikaze. Dopo aver abbandonato il clan Kamikaze, Yaiba ottiene con la forza una spada magica, la "Lama Tempestosa", che poi viene rinominata "Lama Senza Cuore" in onore del suo nuovo possessore. Ryu Hayabusa, in quanto facente parte del clan Hayabusa, custode di reliquie magiche pericolose, lo rintraccia per riprendere la spada. I due ninja inizialmente sembrano alla pari, ma poi durante il loro scontro Ryu, con Spada del Drago, spezza la Lama Senza Cuore colpendo Yaiba all'occhio e al braccio destro, recidendoglielo. Ormai morto, Yaiba viene poi ritrovato da una misteriosa azienda, le Forge Industries, che oltre a riportarlo in vita, gli installa sul suo corpo delle parti meccaniche come rimpiazzo per gli organi persi. In cambio Yaiba deve solo apparentemente portare a compimento la sua vendetta verso Ryu, ma in realtà l'uccisione del ninja è solo un modo per le Forge Industries di togliere di mezzo chi vuole fermare l'apocalisse zombie scoppiata in Russia e mettere le mani sui documenti sensibili riguardo alla sua origine.

## Personaggi
Di seguito i personaggi principali:
- Yaiba Kamikaze è un ninja cyborg del clan Kamikaze, protagonista del videogioco.
- Miss Monday è la scienziata delle Forge Industries che riporta in vita Yaiba come cyborg e lo aiuta nelle sue missioni.
- Alarico del Gonzo è il capo delle Forge Industries.
- Ryu Hayabusa è il ninja del drago, antagonista principale del videogioco.
- Momiji è una kunoichi del clan Hayabusa.

## Modalità di gioco
Yaiba: Ninja Gaiden Z è un'avventura dinamica in terza persona simile ai precedenti elementi della serie Ninja Gaiden. Il personaggio può correre, saltare, pararsi e attaccare i nemici attraverso la lama di Yaiba. Le tecniche ninpō degli altri titoli sono state sostituite da una modalità Bloodlust (sete di sangue) che aumenta temporaneamente la potenza del protagonista.

## Sviluppo
L'ideatore di questo titolo è Keiji Inafume, famoso per aver prodotto la serie Mega Man, ed alcune più recenti come Resident Evil ed Onimusha. Nel 2010, dopo 23 anni di lavoro, lasciò la Capcom per formare una nuova azienda di sviluppo, la  Comcept. Nel 2011 ha avviato una collaborazione con la Spark Unlimited, produttrice americana, per un nuovo progetto d'azione, che è risultato in uno spin-off della serie Ninja Gaiden. Il progetto è stato poi proposto a Yōsuke Hayashi del Team Ninja, che ha incorporato alcuni elementi caratteristici della serie, come la presenza di Ryu Hayabusa.
Il team della Spark Unlimited ha pubblicato una lista di profili lavorativi richiesti per il progetto, richiedendo esperienza con i motore grafico Unreal Engine 3 e con lo sviluppo per Xbox 360, PlayStation 3 e Wii, anche se è più probabile che il titolo sia distribuito per Wii U. Alla fine il gioco non è mai stato distribuito su Wii oppure Wii U ma solo su PlayStation 3, Xbox 360 e Windows.
La musica del gioco è stata composta da Grant Kirkhope.

## Altri media
Una serie di fumetti online è stata realizzata in collaborazione con la Dark Horse Comics, composta da tre numeri, con il primo numero pubblicato il 22 gennaio 2014 e il secondo il 19 febbraio 2014. I fumetti sono disponibili in inglese, italiano, francese, tedesco e spagnolo.